# Wesly Bronkhorst
Wesly Bronkhorst (* 23. Oktober 1982 in Amsterdam) ist ein niederländischer Sänger.

## Werdegang
Bronkhorst brachte 2006 unter dem Titel De zon die schijnt seine Debütsingle heraus. Mit der Nachfolgesingle De lucht is blauw erreichte er im Juli 2007 erstmals die niederländischen Single Top 100 und kam bis auf Platz 31. Im November 2007 veröffentlichte er mit Kom maar bij mij sein Debütalbum. Bis 2013 folgten sieben weitere Singles in den Top 100, in den Nederlandse Top 40 konnte er sich allerdings nicht platzieren. Mit seinem zweiten Album, das seinen Namen als Titel trägt, schaffte er im Oktober 2013 den Sprung in die niederländischen Top-100-Albumcharts.
2013 nahm er an der Talentjagd Bloed, Zweet & Tranen teil.

## Diskografie
Alben
- 2007: Kom maar bij mij
- 2013: Wesly Bronkhorst
- 2015: Op weg
- 2017: 15
- 2018: Trots

Singles
- 2007: De lucht was blauw
- 2007: Kom maar bij mij
- 2008: Oranje is voor iedereen
- 2010: WY
- 2011: Jij en ik
- 2012: Kom allemaal maar in mijn armen
- 2013: Als jij had gedacht
- 2013: De eerste kus
- 2023: Amalia